# Wojciech Chuchała
Wojciech Chuchała (ur. 19 lutego 1989 w Bielsku-Białej) − polski kierowca rajdowy, rajdowy mistrz Polski, rajdowy mistrz Europy w klasie ERC2, dwukrotny mistrz Polski w gr. N, mistrz Słowacji w gr. N, zdobywca Rajdowego Pucharu Polski.

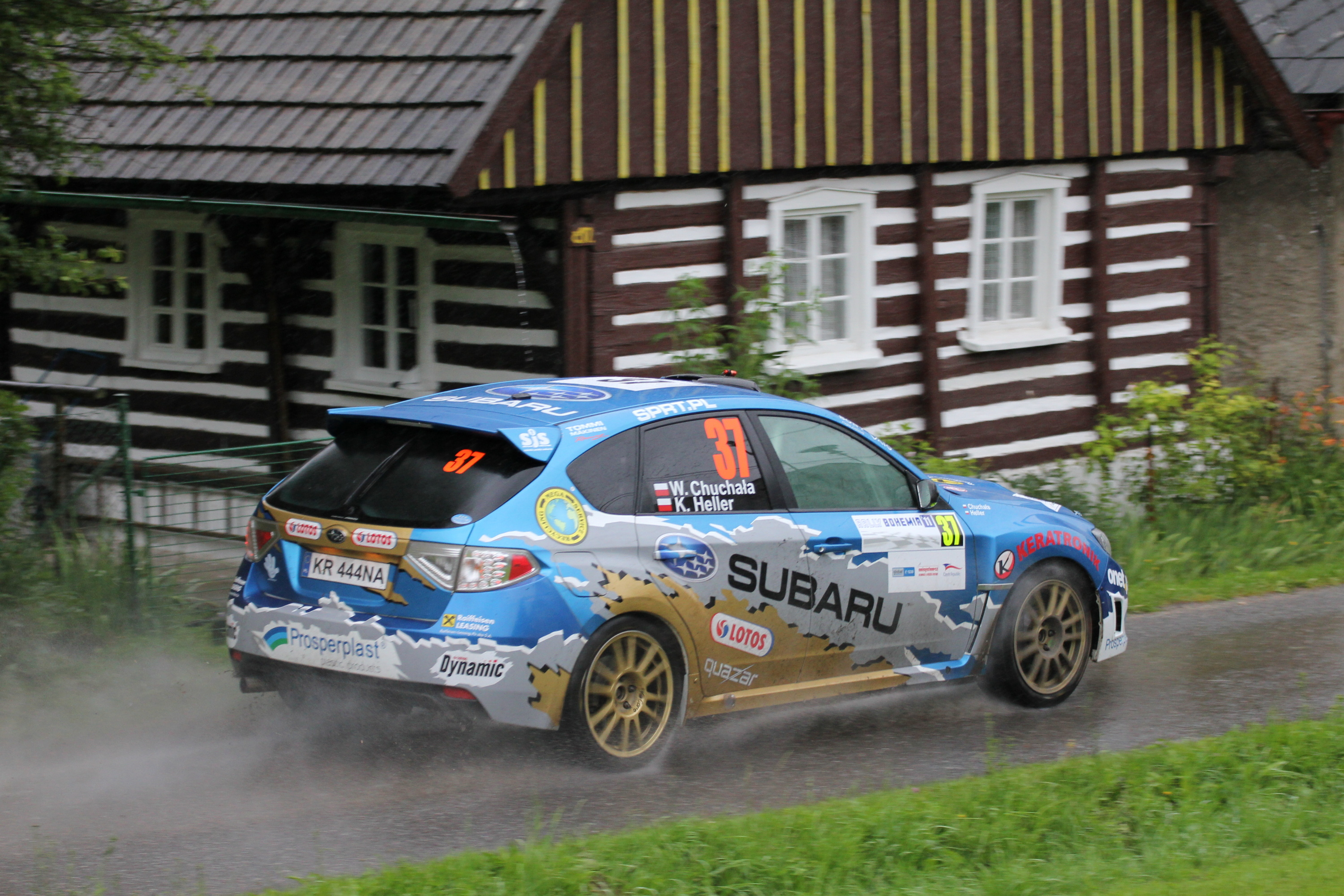
Rally Bohemia 2011

## Przebieg kariery
Wojciech Chuchała zaczął karierę od rajdów amatorskich w 2007 roku. Debiut na odcinkach specjalnych w 2008 roku. Jego pierwszą rajdówką był Fiat Cinquecento Sporting, a następnie Opel Astra GSi, a pilotem − Damian Syty. Rok 2009 to pierwszy pełny sezon w Rajdowym Pucharze Polski, już w N-grupowym Peugeocie 206 RC. W międzyczasie na fotelu pilota Wojciecha Chuchały zasiadł Ryszard Ciupka, a młody bielszczanin dwukrotnie stanął na podium klasyfikacji generalnej. Przesiadka do A-grupowej Hondy Civic Type-R w roku 2010 zaowocowała wygraniem Rajdowego Pucharu Polski, poprzedzonym trzema zwycięstwami i łącznie siedmioma miejscami na podium. W międzyczasie Wojciech Chuchała został wytypowany przez Polski Związek Motorowy na reprezentanta Polski w programie Pirelli Star Driver, mającego na celu wspieranie młodych talentów. Kariera młodego zawodnika nabrała jednak tempa dopiero w roku 2011, który rozpoczął jako zawodnik Lotos − Subaru Poland Rally Team. Wraz z niewiele starszym Kamilem Hellerem szybko awansował do czołówki, osiągając bardzo dobre wyniki, między innymi stając na podium Rally Košice. Jeszcze większym sukcesem były trzy tytuły mistrzowskie w grupie N, zdobyte zarówno w polskim, jak i słowackim czempionacie oraz cyklu CEZ-FIA. Rok 2012 stał pod znakiem walki w klasyfikacji generalnej RSMP, dwukrotnie zakończonej na podium. Wojciech Chuchała obronił również tytuł mistrza Polski w grupie N. W 2014 roku wraz z zespołem C-Rally startując Fordem Fiestą R5 zdobył Mistrzostwo Polski w klasyfikacji generalnej RSMP. W 2015 roku nie uczestniczył w żadnym pełnym cyklu, jednak współpracował z innymi kierowcami rajdowymi, szkoląc ich w zakresie techniki jazdy rajdowej. W 2016 roku powrócił do zespołu Subaru Poland Rally Team i zdobył Mistrzostwo Europy w klasie ERC 2.
2014 − Nowy TEAM − C-Rally

## Piloci
- 2008−2009: Damian Syty
- 2009−2011: Ryszard Ciupka
- 2011−2013: Kamil Heller
- 2014: Sebastian Rozwadowski
- 2016: Daniel Dymurski

## Samochody
- 2007: Fiat Cinquecento Sporting
- 2008: Opel Astra GSi
- 2009: Peugeot 206 RC, Mitsubishi Lancer Evo IX
- 2010: Honda Civic Type-R, Citroën C2-R2 Max
- 2011-2013: Subaru Impreza STI TMR 10
- 2014: Ford Fiesta R5
- 2016: Subaru Impreza STI